# Campionat del món de rem de 2005
El campionat del món de rem de 2005 va ser el campionat del món que es va celebrar entre el 29 d'agost i el 4 de setembre de 2005 al Circuit de Regates Internacional de Nagaragawa, a la ciutat de Kaizu, Prefectura de Gifu (Japó).

## Resultats

### Categories masculines
Categories no olímpiques
| Categoria:                          | Or: | Temps   | Plata: | Temps   | Bronze: | Temps                           |
| Single Sculls – M1x                 | New Zealand · Mahé Drysdale | 7:16.42 | Norway · Olaf Tufte | 7:18.34 | Czech Republic · Ondřej Synek | 7:21.12                         |
| Lightweight Single Sculls – LM1x    | Greece · Vasileios Polymeros | 7:17.79 | Great Britain · Zac Purchase | 7:23.10 | France · Fabrice Moreau | 7:23.97                         |
| Double Sculls – M2x                 | Slovenia · Luka Špik · Iztok Čop | 6:37.61 | Italy · Federico Gattinoni · Luca Ghezzi | 6:37.96 | Germany · Christian Schreiber · Rene Burmeister | 6:46.71                         |
| Lightweight Double Sculls – LM2x    | Hungary · Zsolt Hirling · Tamás Varga | 6:05.10 | Denmark · Mads Rasmussen · Rasmus Quist Hansen | 6:05.62 | Poland · Paweł Rańda · Robert Sycz | 6:07.93                         |
| Quadruple Sculls – M4x              | Poland · Konrad Wasielewski · Marek Kolbowicz · Michał Jeliński · Adam Korol                                                                                               | 5:34.96 | Slovenia · Matej Prelog · Davor Mizerit · Luka Špik · Iztok Čop | 5:35.45 | Estonia · Jüri Jaanson · Leonid Gulov · Tõnu Endrekson · Andrei Jämsä                                                                                            | 5:36.61                         |
| Lightweight Quadruple Sculls – LM4x | Italy · Gardino Pellolio · Daniele Gilardoni · Luca Moncada · Filippo Mannucci                                                                                             | 5:44.76 | Belgium · Justin Gevaert · Francois Libois · Wouter van der Fraenen · Kristof Dekeyser                                                                                       | 5:46.00 | Canada · Jeff Bujas · Douglas Vandor · Matthew Jensen · Morgan Jarvis                                                                                            | 5:47.86                         |
| Coxless Pairs – M2-                 | New Zealand · Nathan Twaddle · George Bridgewater | 6:52.51 | South Africa · Ramon di Clemente · Donovan Cech | 6:55.52 | Italy · Luca Agamennoni · Dario Lari | 6:57.29                         |
| Lightweight Coxless Pairs – LM2-    | Denmark · Bo Helleberg · Thomas Ebert | 6:22.59 | Chile · Miguel Cerda · Felipe Leal | 6:23.31 | Italy · Salvatore Amitrano · Catello Amarante | 6:25.63                         |
| Coxed Pairs – M2+                   | Australia · Hardy Cubasch · Sam Conrad · Marc Douez | 7:16.61 | Italy · Dario Cerasola · Edoardo Verzotti · Manuel Belingerio | 7:23.22 | United States · Jordan Smith · Micah Boyd · Chase Phillips | 7:26.22                         |
| Coxless Fours – M4-                 | Great Britain · Steve Williams · Pete Reed · Alex Partridge · Andrew Triggs Hodge                                                                                          | 6:11.59 | Netherlands · Geert Cirkel · Jan-Willem Gabriëls · Matthijs Vellenga · Gijs Vermeulen                                                                                        | 6:13.23 | Canada · Robert Weitemeyer · Peter Dembicki · Andrew Ireland · Kristopher McDaniel                                                                               | 6:16.02                         |
| Coxed Fours – M4+                   | France · Nicolas Podpovitny · Vincent Durupt · Alex Johnatan Mathis · Lionel Jacquiot · Nicolas Majerus                                                                    | 6:02.42 | United States · Troy Keeper · Matt Hughes · Patrick Sullivan · Brett Newlin · Marcus McElhenney                                                                              | 6:03.44 | Germany · Toni Seifert · Matthias Flach · Johannes Doberschütz · Falk Müller · Martin Sauer                                                                      | 6:06.01                         |
| Lightweight Fours – LM4-            | France · Franck Solforosi · Jérémy Pouge · Jean-Christophe Bette · Fabien Tilliet                                                                                          | 5:47.91 | Ireland · Timmy Harnedy · Eugene Coakley · Richard Archibald · Paul Griffin (rower)                                                                                          | 5:49.26 | Italy · Lorenzo Bertini · Salvatore Di Somma · Elia Luini · Bruno Mascarenhas                                                                                    | 5:49.30                         |
| Eights – M8+                        | United States · Paul Daniels · Matt Deakin · Steven Coppola · Dan Beery · Josh Inman · Bryan Volpenhein · Beau Hoopman · Marcus McElhenney · Mike Blomquist                | 5:22.75 | Italy · Lorenzo Carboncini · Niccolò Mornati · Pierpaolo Frattini · Valerio Pinton · Mario Palmisano · Dario Dentale · Raffaello Leonardo · Carlo Mornati · Gaetano Iannuzzi | 5:24.01 | Germany · Jochen Urban · Sebastian Schulte · Stephan Koltzk · Jan-Martin Bröer · Jan Tebrügge · Ulf Siemes · Thorsten Engelmann · Andreas Penkner · Peter Thiede | 5:25.66                         |
| Lightweight Eights – LM8+           | Italy · Jiri Vlcek · Daniele Danesin · Michele Savrie · Martino Goretti · Luigi Scala · Nicola Moriconi · Giuseppe Del-gaudio · Fabrizio Gabriele · Gianluca Barattolo (c) | 5:59.42 | Japan · Yusuke Imai · Shuya Matsuda · Kazuyoshi Okamoto · Masayuki Yoshizaki · Shimpei Murai · Yu Kataoka · Takehiro Kubo · Tatsuya Mizobe · Makoto Nakasaka (c)             | 6:09.87 | Només van participar dos equips | Només van participar dos equips |

### Categories femenines
Categories no olímpiques
| Categoria:                          | Or: | Temps   | Plata: | Temps   | Bronze: | Temps   |
| Single sculls – W1x                 | Belarus · Ekaterina Karsten-Khodotovitch | 7:48.35 | Czech Republic · Miroslava Knapková | 7:51.69 | United States · Michelle Guerette | 7:51.62 |
| Lightweight Single Sculls – LW1x    | Netherlands · Marit van Eupen | 8:07.39 | France · Benedicte Dorfman | 8:10.53 | Spain · Maria Teresa Mas de Xaxars Rivero | 8:12.71 |
| Double Sculls – W2x                 | New Zealand · Georgina Evers-Swindell · Caroline Evers-Swindell                                                                                             | 7:08.03 | Bulgaria · Rumyana Neykova · Miglena Markova | 7:10.92 | Australia · Amber Bradley · Sally Kehoe | 7:22.86 |
| Lightweight Double Sculls – LW2x    | Germany · Daniela Reimer · Marie-Louise Dräger | 6:48.47 | United States · Renee Hykel · Julia Nichols | 6:48.77 | Finland · Sanna Stén · Minna Nieminen | 6:49.02 |
| Quadruple Sculls – W4x              | Great Britain · Rebecca Romero · Sarah Winckless · Frances Houghton · Katherine Grainger                                                                    | 6:09.59 | Germany · Britta Oppelt · Susanne Schmidt · Kathrin Boron · Stephanie Schiller                                                                                              | 6:09.93 | Russia · Olga Samulenkova · Oksana Dorodnova · Larisa Merk · Irina Fedotova                                                                                            | 6:12.19 |
| Lightweight Quadruple Sculls – LW4x | Canada · Tracy Cameron · Mara Jones · Elizabeth Urbach · Melanie Kok                                                                                        | 6:19.87 | Denmark · Kirsten Jepsen · Maria Pertl · Katrin Olsen · Juliane Rasmussen                                                                                                   | 6:20.69 | Great Britain · Tanya Brady · Lorna Norris · Hester Goodsell · Naomi Hoogesteger                                                                                       | 6:22.49 |
| Coxless Pairs – W2-                 | New Zealand · Juliette Haigh · Nicky Coles | 7:43.83 | Australia · Sarah Outhwaite · Natalie Bale | 7:47.57 | Russia · Vera Potchitaeva · Valerya Starodubrovskaya | 7:50.07 |
| Coxless Fours – W4-                 | Australia · Robyn Selby Smith · Emily Martin · Pauline Frasca · Kate Hornsey                                                                                | 6:55.56 | Germany · Mandy Emmrich · Wilma Dressel · Kerstin Naumann · Christiane Hölzel                                                                                               | 7:03.24 | Belarus · Natallia Haurylenka · Volha Plashkova · Tatsina Narelik · Maryia Brel                                                                                        | 7:07.96 |
| Eights – W8+                        | Australia · Sarah Outhwaite · Robyn Selby Smith · Sonia Mills · Kate Hornsey · Emily Martin · Fleur Chew · Pauline Frasca · Sarah Heard · Elizabeth Patrick | 5:58.10 | Romania · Enikő Barabás · Georgeta Craciun · Camelia Lupașcu · Ana Maria Apachitei · Elena Serban-Parvan · Ioana Papuc · Rodica Florea · Simona Strimbeschi · Rodica Anghel | 5:59.50 | Netherlands · Femke Dekker · Nienke Dekkers · Nienke Hommes · Hurnet Dekkers · Annamarieke van Rumpt · Laura Posthuma · Annemiek de Haan · Helen Tanger · Ester Workel | 5:59.61 |

## Medaller
| Posició | País           | Or | Plata | Bronze | Total |
| 1       | New Zealand    | 4  | 0     | 0      | 4     |
| 2       | Australia      | 3  | 1     | 1      | 5     |
| 3       | Italy          | 2  | 3     | 3      | 8     |
| 4       | France         | 2  | 1     | 1      | 4     |
| 4       | Great Britain  | 2  | 1     | 1      | 4     |
| 6       | Germany        | 1  | 2     | 3      | 6     |
| 7       | United States  | 1  | 2     | 2      | 5     |
| 8       | Netherlands    | 1  | 1     | 1      | 3     |
| 9       | Slovenia       | 1  | 1     | 0      | 2     |
| 10      | Canada         | 1  | 0     | 2      | 3     |
| 11      | Belarus        | 1  | 0     | 1      | 2     |
| 11      | Poland         | 1  | 0     | 1      | 2     |
| 13      | Greece         | 1  | 0     | 0      | 1     |
| 13      | Hungary        | 1  | 0     | 0      | 1     |
| 15      | Denmark        | 1  | 2     | 0      | 3     |
| 16      | Czech Republic | 0  | 1     | 1      | 2     |
| 17      | Belgium        | 0  | 1     | 0      | 1     |
| 17      | Bulgaria       | 0  | 1     | 0      | 1     |
| 17      | Ireland        | 0  | 1     | 0      | 1     |
| 17      | Norway         | 0  | 1     | 0      | 1     |
| 17      | Romania        | 0  | 1     | 0      | 1     |
| 17      | South Africa   | 0  | 1     | 0      | 1     |
| 17      | Chile          | 0  | 1     | 0      | 1     |
| 17      | Japan          | 0  | 1     | 0      | 1     |
| 25      | Russia         | 0  | 0     | 2      | 2     |
| 26      | Estonia        | 0  | 0     | 1      | 1     |
| 26      | Finland        | 0  | 0     | 1      | 1     |
| 26      | Spain          | 0  | 0     | 1      | 1     |
|         | Total          | 23 | 23    | 22     | 68    |